# روبرت كاشمان
روبرت كاشمان (بالإنجليزية: Robert Cushman)‏ هو أمين متحف أمريكي، ولد في 7 نوفمبر 1946 في إنديانابوليس في الولايات المتحدة، وتوفي في 13 يوليو 2009 في إدجوود في الولايات المتحدة.

## وصلات خارجية
- روبرت كاشمان على موقع IMDb (الإنجليزية)